# Club-Pyttersen
Club-Pyttersen was een liberale Kamerclub die ontstond in juni 1896 na een geschil van mening onder de liberalen over de ontwerp-Kieswet van Van Houten. Dertien leden steunden het wetsontwerp, terwijl de andere leden van de Vooruitstrevende Kamerclub daar tegen waren. Zij vonden de uitbreiding van het kiesrecht die de nieuwe wet zou opleveren onvoldoende.
De club-Pyttersen, genoemd naar het Tweede Kamerlid H. Pyttersen, was een informele club, die, tot zijn uiteenvallen in 1897, nauwelijks als aparte fractie opereerde. De betekenis ervan was vooral dat de leden niet langer tot de Vooruitstrevende Kamerclub behoorden. Tot de club-Pyttersen behoorden minder vooraanstaande Kamerleden als Hesselink van Suchtelen, Roessingh en Schepel. Allen waren afgevaardigden van plattelandsdistricten.

## Leden
- Lijst van Tweede Kamerleden voor de Club-Pyttersen